# Уайт-Сэндс (полигон)
Ракетный полигон «Уайт-Сэндс» (англ. White Sands Missile Range; WSMR, также полигон «Белые пески») — военный полигон Армии США в штате Нью-Мексико. Основан 9 июля 1945 года. На территории полигона расположены Национальный парк Уайт-Сэндс и Национальный резерват дикой природы Сан-Андрес.

## История
После окончания Второй мировой войны на полигон были доставлены 100 немецких баллистических ракет «Фау-2». В период с 1946 по 1951 год 67 из них были запущены со стартовой площадки на полигоне. В дальнейшем полигон использовался для испытаний американских ракет, которые продолжаются по сей день.
16 июля 1945 года на полигоне «Аламогордо» был произведён первый в истории ядерный взрыв. Впоследствии полигон «Аламогордо» стал частью полигона «Уайт-Сэндс».
Космический шаттл «Колумбия» приземлился на полосе «Нортроп» на территории полигона 30 марта 1982 года в рамках миссии STS-3. Это был единственный раз, когда НАСА использовало полигон в качестве посадочной площадки шаттла.

### Инциденты
Приблизительно 30 мая 1947 года немецкая ракета «Фау-2», запущенная с полигона, отклонилась от курса и упала на вершине скалистого холма в 5,5 км к югу от делового района города Сьюдад-Хуарес (Мексика).
11 июля 1970 года ВВС США запустили со стартового комплекса «Грин-Ривер» в штате Юта метеорологическую ракету «Афина», оснащенную спускаемым аппаратом V-123-D. Цель находилась на территории полигона «Уайт-Сэндс», но ракета отклонилась на юг и упала примерно в 300 км к югу от мексиканской границы в пустыне Мапими, находящейся в мексиканском штате Дуранго.

## География
Полигон «Уайт-Сэндс» является крупнейшей по площади военной базой США. Его площадь составляет 8300 км² и включает территорию пяти южных округов штата Нью-Мексико:
1. Донья-Ана
2. Отеро
3. Сокорро
4. Сьерра
5. Линкольн

### Близлежащие военные базы
Полигон граничит на юге с полигоном «Макгрегор», принадлежащим базе Форт-Блисс. На востоке граничит с базой ВВС «Холломан».

### Ближайшие города
Ближайший город к западу — Лас-Крусес, к востоку — Аламогордо, к югу — Чапараль и Эль-Пасо (Техас).

### Природные охраняемые территории
В границах полигона находятся две природные территории, находящиеся под федеральной защитой:
- Национальный парк Белые пески
- Национальный резерват дикой природы Сан-Андрес[англ.]

## Транспорт

### Основные автомагистрали
Через южную часть полигона с востока на запад проходит автомагистраль US 70. Периодически трасса перекрывается на время испытаний на полигоне. К US 70 с юга из Чапараля ведёт шоссе NM 213.

### Ближайшие аэропорты
Ближайший международный аэропорт Лас-Крусес с 25 июля 2005 года не имеет регулярных коммерческих пассажирских рейсов после прекращения работы авиакомпании Westward Airways. Ближайшим международным аэропортом, принимающим регулярные коммерческие рейсы, является Эль-Пасо.

## Достопримечательности
Официально зарегистрированными историческими местами на территории полигона являются:
- Место испытания «Тринити»: в ноябре 1944 года выбрано в качестве полигона для проведения ядерного испытания «Тринити». Взрыв произведён 16 июля 1945 года[6]. Место испытания признано национальным историческим памятником 21 декабря 1965 года[7][8], внесено в Национальный реестр исторических мест 15 октября 1966 года[9].
- Стартовая площадка «Фау-2» в «Уайт-Сэндс»: 15 марта 1946 года проведены первые статические испытания немецкой ракеты «Фау-2», 16 апреля 1946 года состоялся первый запуск «Фау-2» в США. Место признано национальной достопримечательностью 3 октября 1985 года[10][11].